# Иудея (римская провинция)
Иуде́я (лат. Iudaea; греч. Ιουδαία; ивр. יהודה‎, Йехуда) — римская провинция, образованная в 6 году на месте Иудейского царства. Просуществовала до восстания Бар-Кохбы и в 135 году была переименована в Сирию Палестинскую. Административным центром провинции была Кесария, однако значение духовной столицы для местного населения долгое время сохранял Иерусалим.

## Предыстория
Рим оказывал евреям помощь в борьбе с империей Селевкидов, после того как сирийский царь Антиох IV Епифан разорил Иерусалим, усилилась борьба евреев за независимость. В 63 году до н. э. римские войска под командованием Помпея Великого окончательно сокрушили Понт и захватили Иудейское царство и Сирию. Помпей передал бразды правления Иудеей Гиркану II, который получил звание Этнарха, что фактически лишило его царского титула. В 40 году до н. э., парфяне завоевали Иудею, первосвященником был назначен Антигон II (Хасмоней). В это время Ирод добрался до Рима и смог убедить триумвират сделать его царём Иудеи.
Форма управления провинцией многократно менялась: вначале было вассальное царство Ирода, затем, две вассальные тетрархии и провинция, вновь восстановленное вассальное царство, и окончательное превращение всей территории в провинцию.
По мнению историка-антиковеда Юлии Роговой, эти изменения скорее являлись результатом личных связей между представителями иудейской и римской элит, чем продуманной государственной политикой.

## История
К 6 году н. э. сын Ирода Великого Ирод Архелай вызывал неудовлетворение как у евреев, так и у римлян, и император Август сместил его, передав власть над Иудеей римскому наместнику. Первый римский правитель Сирии (в состав которой входила Иудея) Квириний в первый же год провел перепись населения для организации налогообложения в пользу Рима. Данные меры привели к восстанию Иуды Галилеянина. Первым римским наместником собственно Иудеи был назначен Копоний. Ко времени наместника Понтия Пилата относят события, описываемые в Евангелиях, где он неверно указывается в должности прокуратора. В 41 году н. э. при Ироде Агриппе Иудея была снова объединена и достигла своего прежнего размера. В середине I века в Иудее набрало силу движение сикариев.
Напряжение между местным населением и имперской администрацией росло, пока не вылилось в Иудейскую войну, в результате которой Храм и Иерусалим были полностью разрушены (осталась лишь Стена плача). Иудея потеряла остатки автономии, а на развалинах Иерусалима был возведён каструм X легиона.
В 117 году император Адриан решил построить на месте Иерусалима римский город Элия Капитолина, который должен был бы украшать храм Юпитера. Одновременно был принят указ о запрете обрезания. Эти меры и стремление к превращению Иерусалима в языческий центр вызвали восстание Бар-Кохбы, которое было жестоко подавлено. В 135 году римляне переименовали провинцию Иудея в «Сирию Палестинскую», чтобы стереть память об еврейском присутствии в этих местах.

## Наместники
1. 6—9 Копоний
2. 9—12 Марк Амбибул
3. 12—15 Анний Руф
4. 15—26 Валерий Грат
5. 26—36 Понтий Пилат
6. 36—37 Марцелл
7. 37—41 Марулл
8. 41—44 Агриппа I
9. 46—48 Тиберий Юлий Александр
10. 48—52 Вентидий Куман
11. 52—60 Антоний Феликс
12. 60—62 Порций Фест
13. 62—64 Лукцей Альбин
14. 64—66 Гессий Флор
15. 66—70 Марк Антоний Юлиан
16. 70—71 Секст Веттулен Цериал
17. 71—72 Секст Луцилий Басс
18. 72—81 Луций Флавий Сильва
19. 80—85 Сервий Сальвидиен Орфит
20. 86—89 Гней Помпей Лонгин
21. 93—97 Секст Герментидий Кампан

## Иудея в литературе
В Иудейской провинции разворачиваются действия библейских эпизодов книги М. Булгакова «Мастер и Маргарита».
Отношениям Иудеи с Римом посвящён роман Лиона Фейхтвангера «Иудейская война».